# Zanna-Peulh
Ne doit pas être confondu avec Zanna-Mossi.
Zanna-Peulh est une localité située dans le département de Oula de la province du Yatenga dans la région Nord au Burkina Faso.

## Santé et éducation
Le centre de soins le plus proche de Zanna-Peulh est le centre de santé et de promotion sociale (CSPS) de Ziga tandis que le centre hospitalier régional (CHR) se trouve à Ouahigouya.